# Ingușetia
Ingușetia (Inguș- ГIалгIай Мохк/G'alg'ay mokhk) (rusă Ингушетия) este o republică mică autonomă din Federația Rusă, în zona Caucazului.
A fost formată prin separarea fostei Republici autonome Ceceno-Ingușe în două republici (Cecenia și Ingușetia).
Majoritatea populației este reprezentată  de inguși, un popor înrudit cu cecenii (limba ingușă fiind inteligibilǎ cu limba cecenă); ambele popoare sunt de  religie islamică (sunită).

## Demografie
Structura etnică, conform recensământului din 2010
     Inguși (93,46%)
     Ceceni (4,55%)
     Ruși (0,78%)
     Alții (1,21%)
1. ↑  Constituția Federației Ruse, accesat în 25 octombrie 2016